# 沙姆格尔
沙姆格尔（Shamgarh）是印度中央邦门德索尔县的一个城镇。总人口21455（2001年）。

## 人口
该地2001年总人口21455人，其中男性11230人，女性10225人；0—6岁人口3232人，其中男1669人，女1563人；识字率69.44%，其中男性为79.26%，女性为58.65%。